# Hutch Dano
Hutchings Royal "Hutch" Dano, född 21 maj 1992 i Santa Monica, Kalifornien, är en amerikansk skådespelare, skribent, filmproducent och musiker. Han är mest känd för sin roll som Zeke Falcone i Zeke & Luther och som Sam i Zombeavers. Han har också medverkat i Ramona and Beezus och Det ljuva havslivet. Han är son till skådespelaren Rick Dano samt barnbarn till skådespelaren Royal Dano och barnbarnsbarn till skådespelerskan Virginia Bruce.